# Эрпенбек, Йон
Йон Эрпенбек (нем. John Erpenbeck, род. 29 апреля 1942, Уфа) — немецкий философ науки, исследователь в области педагогики и писатель.

## Биография
Эрпенбек — сын писателей Фрица Эрпенбека и Хедды Циннер, эмигрировавших из нацистской Германии в Советский Союз. После окончания средней школы он изучал физику в Университете Гумбольдта, специализируясь на биофизике. В 1965 году он получил диплом и впоследствии стал аспирантом Германской академии наук в Берлине.
В 1968 году получил степень доктора естественных наук (Dr. rer. nat.), защитив диссертацию на тему противоточной диффузии в жидкой фазе с последующим увеличением циркуляции. Затем он работал физиком-экспериментатором в Институте биофизики при Академии наук ГДР. С 1971 по 1973 год он работал научным сотрудником в отделе ядерных исследований/исследований космоса Министерства науки и технологий. Затем последовала научная деятельность (до 1990 г.) в Центральном институте философии Академии наук ГДР, в отделе философских вопросов развития науки, где он занимался философскими, историческими и гносеологическими проблемами психологии познавательных, эмоционально-мотивационных и волевых процессов.
В 1978 году он получил степень доктора философии (Dr. sc. phil.), защитив диссертацию по эпистемологии и психофизике когнитивных процессов (эквивалент хабилитации). В 1984 году он был назначен профессором в Академии наук ГДР. В том же году он стал почётным членом кафедры письма в Университете Айовы (США). В 1982 году ему была присуждена премия Генриха Гейне. В 1993/94 он был назначен членом Центра философии науки в Питтсбурге. После роспуска Академии наук ГДР он проводил исследования с 1991 по 1995 год, сосредоточившись на истории и философии науки, в Агентстве по финансированию новых научных проектов Общества Макса Планка.
С 1993 по 1994 год он работал в Центре философии науки в Питтсбурге, а затем до 1998 года занимал должность профессора в Группе научной коммуникации Потсдамского университета. С 1998 года он был старшим консультантом, с 2000 года — руководителем отдела в проекте развития компетенций в области культуры обучения. С мая 2007 года по конец 2022 года он был профессором кафедры управления знаниями и компетенциями в Школе международного бизнеса и предпринимательства (SIBE) частного Университета Штайнбайса в Херренберге. 
Эрпенбек является членом Союза писателей Федеративной Республики Германия, Научного общества имени Лейбница в Берлине и Научно-исследовательского института профессиональной подготовки. 
Эрпенбек был женат на переводчице с арабского языка Дорис Эрпенбек и у него от неё есть дочь, писательница Дженни Эрпенбек. С 1983 года он женат на художнице-типографе Ильзе Эрпенбек, у них есть дочь, врач Луиза Эрпенбек. Пара живёт в Берлине.

## Литературные произведения
- Traum ist Schaum, Libretto (1959)
- Formel Phantasie, Gedichte. Mitteldeutscher Verlag, Halle/Leipzig (1972)
- Alleingang, Roman. Mitteldeutscher Verlag, Halle/Leipzig (1973)
- Analyse einer Schuld, Roman. Mitteldeutscher Verlag, Halle/Leipzig (1977)
- Arten der Liebe, Gedichte. Mitteldeutscher Verlag, Halle/Leipzig (1978)
- Der blaue Turm, Roman. Mitteldeutscher Verlag, Halle/Leipzig (1980)
- Heillose Flucht, Erzählung (1984)
- Gruppentherapie, Roman (1989)
- Aufschwung, Roman (1996), Taschenbuch (2000)
- Hermann Glöckner. Ein Patriarch der Moderne (1983)
- Windvogelviereck. Schriftsteller über Wissenschaftler und Wissenschaften (1987)